# معبد آپولون در دلفی
معبد آپولون، خدای موسیقی، هارمونی، نور، شفا و اورالس، مهمترین و برجسته‌ترین جایگاه در میان حرم‌های پان‌هلنی در دلفی بود. این عمارت با ستون‌های نیمه بازسازی شده که امروزه قابل مشاهده است، به قرن بیستم قبل از میلاد برمی‌گردد و طبق روایت‌های باستانی، پنج معبد این مدلی در طول تاریخ ساخته شده‌اند. پیشگوی معروف، پیتیا، در این معبد کار می‌کرد.

## محل
معبد آپولو در دلفی که در کوه پارناسوس در یونان مرکزی قرار دارد، بخشی از مکان‌های مقدس و امن پان‌هلنیک و مکانی دورافتاده، در دلفی است که نسبت به سکونتگاه‌های یونانی مرکزیت داشت. موقعیت مرتفع معبد بر روی کوه هم نشان دهنده برجستگی آپولون و هم خود حرم است. بر اساس اندازه‌گیری‌هایی که تصور می‌شود توسط زئوس ایجاد شده‌است، دلفی مرکز جهان برای یونانی‌ها بوده و «امفالوس» یا «ناف» زمین در معبد مقدس آپولون قرار داشت. شهر دلفی به دور از نفوذ شهرهای متنفذ، اما همچنان مرکزی بود و مکان حرم پان‌هلنیک ماهیت آن را تقویت می‌کرد و به این ایده کمک می‌کرد که می‌توان به آپولون به عنوان یک مرجع خدایگانی بی‌طرف اعتماد کرد. معبد آپولون در دلفی با توجه به موقعیت مرکزی و دسترسی دشوارش، مکان معمولی نبود، بلکه مکانی نزدیک به خدایان بود.

## در تاریخ
تیتوس لیویوس، مؤرخ رومی، در کتاب از پیدایش روم نوشته‌ که لوکیوس تارکوئینیوس متکبر، واپسین شاه روم، خوابی ناخوشایند دید که از آن بسیار مضطرب شد و بر آن شد تا کسانی را به‌سوی پیتیا بفرستد تا از او تعبیر خوابش را بخواهند. چون جرئت نکرد پاسخ‌های احتمالی پیتیا را به کس دیگری بسپارد، دو پسر خود، تیتوس و آرونس، را روانهٔ دلفی کرد و خواهرزادهٔ خویش، لوکیوس یونیوس بروتوس، را نیز همسفرشان کرد. پس چون این سه تن به معبد دلفی رسیدند و تعبیر خواب شاه را از پیتیا خواستند، تیتوس و آرونس از پیتیا پرسیدند که کدامشان شاهِ روم خواهد شد. او پاسخ داد که هرکس که زودتر مادرش را بوسه زند، شاه روم می‌شود. در حالی‌که تیتوس و آرونس قرعه می‌زدند که کدام‌یک پس از رسیدن به روم مادرش را ببوسد، بروتوس با خود پنداشت که منظور پیتیا از لفظ «مادر» زمین بوده است. پس تظاهر به لغزیدن کرد و در حینی که به زمین می‌افتاد، زمین را بوسید. این پیشگویی تحقق یافت، چنان‌که او کمی بعد خاندان شاهان را برانداخت و جمهوری روم را تأسیس کرد و خود نخستین کنسول آن شد.